# Hysteropterum fowleri
Hysteropterum fowleri är en insektsart som beskrevs av Melichar 1906. Hysteropterum fowleri ingår i släktet Hysteropterum och familjen sköldstritar. Inga underarter finns listade i Catalogue of Life.